# Johannes Magni
För ärkebiskopen och författaren, se Johannes Magnus
Johannes Magni, även Johannes Bielbo och Jöns Magni, var en svensk prästman, biskop i Linköpings stift 1529-1540. Han var den siste katolske biskopen i detta stift, och tvingades avgå 1540. Han levde därefter ytterligare tio år till 1550.
Johannes inledde sina studier vid universitetet i Greifswald, och fortsatte dem sedan vid universitetet i Bologna och i Rom. Där ägnade sig han åt flera intriger vid kurian, och försökte bland annat ta kontroll över Birgittahuset i staden. Han lyckades också intrigera sig till en prepositur vid Linköpings domkapitel, och fick efter avbön tillträda posten som domprost under Hans Brask.
Som domprost är hans verksamhet mindre väl känd. Efter att Brask flytt landet 1527 var han formellt dess högste ledare, men hade samtidigt att med kapitlet fram till 1533 handskas med kungens prokurator, mäster Jöns Petri. 1530 tvingade kungen fram ett nyval av biskop, varvid den dittills tämligen anonyme Johannes tillträdde. Han fick dock avstå stora inkomster till kungen, och hade därmed svårt att utöva någon verklig ledning av stiftets verksamhet.
TIllsammans med skarabiskopen Sveno Jacobi var han den främste svenske företrädaren för en form av reformkatolicism: han anbefallde tillsammans med domkapitlet en latinsk mässa som utan att vara luthersk hade tagit intryck av kritiken mot den romerska. Det är dock oklart i vilken grad detta var Johannes eget verk. En visitation av superintendent Georg Norman satte stopp för denna avvikelse mot svenska kyrkan i övrigt vid en visitation 1540, varvid Johannes fick uppge all ämbetsutövning. Han fråntogs sedan nästan alla inkomstkällor utom ett litet prebende.